# ایلیچ هلدینگ
ایلیچ هلدینگ (انگلیسی: Ilitch Holdings) شرکت هلدینگ آمریکایی است، که در سال ۱۹۹۹ توسط مایک ایلیچ و ماریان ایلیچ تأسیس شد.